# هربار
«هربار» (به انگلیسی: Everytime) نام آهنگی از خواننده و آهنگ‌ساز پاپ آمریکایی بریتنی اسپیرز است که به عنوان سومین تک آهنگ از چهارمین آلبوم استودیویی اش به نام داخل محدوده در تاریخ ۱۷ می ۲۰۰۴ به فرمت دیجیتال دانلود به بازار عرضه شد. بریتنی پس از جدایی اش از نامزد سابقش جاستین تیمبرلیک برای مدت کوتاهی با دوستش انت انتاری زندگی کرد و به همراه وی این ترانه را سرودند. متن این ترانه در مورد صدمه دیدن از رابطه عاشقانه است. این ترانه مقام اول را در کشورهای مجارستان، ایرلند، استرالیا و بریتانیا بدست آورد. بریتنی این ترانه را به‌طور زنده در برای شنبه شب زنده! و بهترین‌های پاپ اجرا کرد. بعدها گلن هانسارد و جکی اوانچو این ترانه را بازخوانی کردند.